# Diecezja Galii

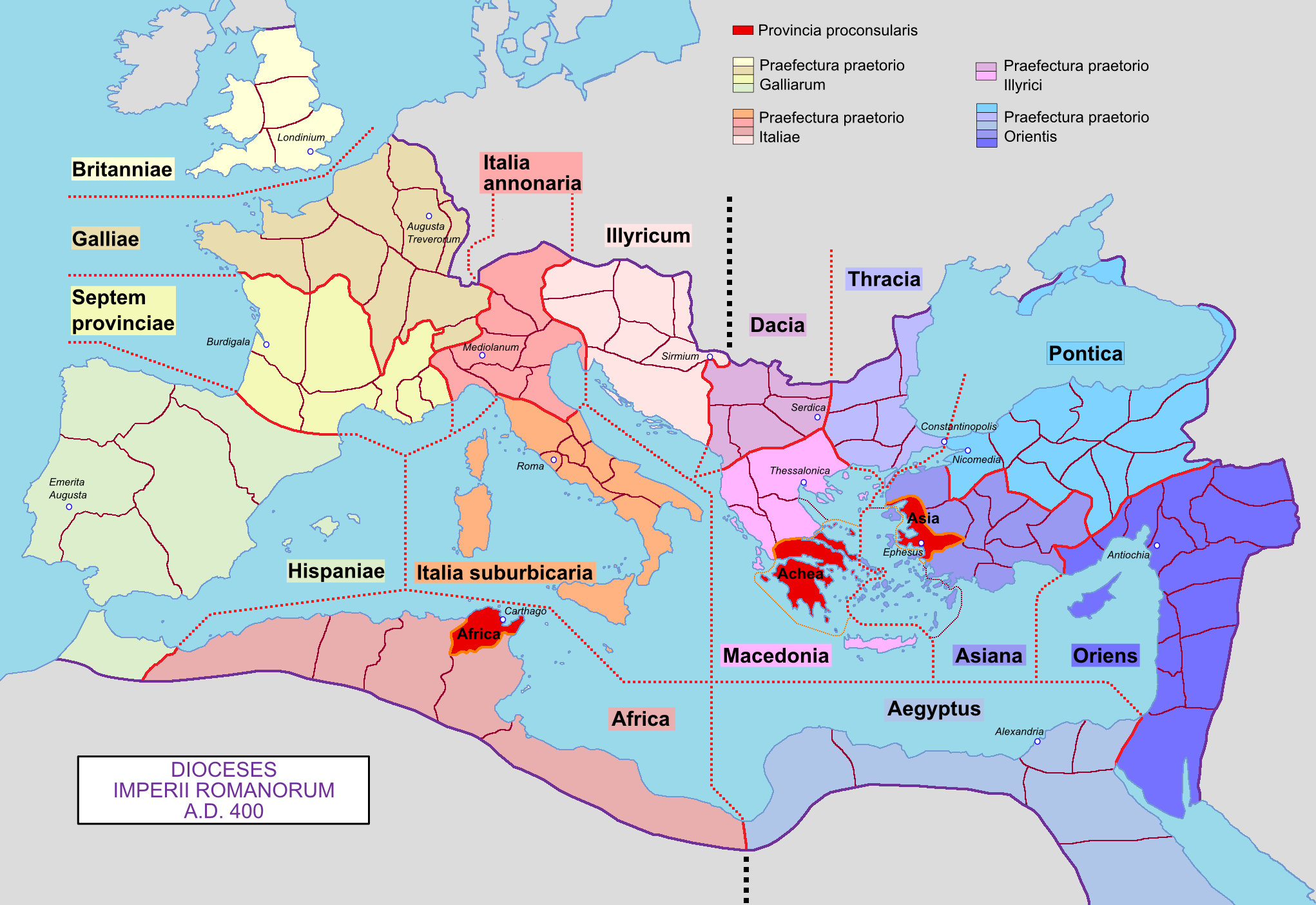
Podział administracyjny imperium rzymskiego w 400 r. n.e.

Diecezja Galii (łac. Dioecesis Galliarum) – w Cesarstwie Rzymskim jednostka administracyjna  ze stolicą w Augusta Treverorum (Trewir), część prefektury Galii. Dzieliła się na prowincje.
Diecezja obejmowała północną i wschodnią Galię, w tym obecne Niderlandy oraz leżącą na zachód od Renu część współczesnych Niemiec.

Galia w 481 r.

Została ustanowiona po reformach około 314 roku n.e. W początkach V wieku przełamana została granica na Renie i większość Galii została zajęta przez barbarzyńskie plemiona Germanów. Jedynym terytorium, które pozostało pod władzą rzymską w drugiej połowie V stulecia była północna Galia, określana jako państwo Syagriusza. To terytorium, jako ostatnie zostało zajęte przez Germanów. Dopiero w 486 roku zdobyli je Frankowie, którzy zastąpili rzymską administrację własną.